# Lamis Ammar
Pour les articles homonymes, voir Ammar.
Lamis Ammar, née en 1992 à Acre (Israël), est une actrice israélienne.

## Biographie
Lamis Ammar naît à Akko (Saint-Jean-d'Acre) dans une famille arabe musulmane, fille de Daoula et Fouad Ammar. Lorsqu'elle a quatre ans, sa famille déménage pour Haïfa où elle habite avec ses parents et son frère. 
Elle fait ses études dans une école arabe chrétienne orthodoxe de Haïfa et, pendant son adolescence, fréquente des cours de théâtre dans le quartier du centre Carmel. Par la suite elle étudie à la faculté de théâtre et art dramatique de l'université de Haïfa. 
Elle se définit parfois comme palestinienne musulmane athée.[évasif]

### Carrière
Au début de sa carrière elle travaille comme clown.
Elle a joué dans deux films courts des étudiants de l'École de cinéma Sam Spiegel de Jérusalem.

## Filmographie

### Au cinéma
- 2016 : Tempête de sable (Sufat Chol) – Layla
- 2018 :  Un tramway à Jérusalem d'Amos Gitaï –

### À la télévision
- 2017 : Sirènes (Betoolot) (série TV, 1 épisode) : Bride Sabrin

## Récompenses et distinctions
- 2016 : nomination à l'Ophir de la meilleure actrice